# 井伊直澄
井伊 直澄（いい なおすみ）は、江戸時代前期の譜代大名。近江彦根藩第4代藩主。江戸幕府大老（大政参与）を務めた。井伊直孝の五男。官位は従四位下左少将、掃部頭。

## 生涯
寛永2年（1625年）、 近江彦根藩主・井伊直孝の五男として誕生。幼名は亀之助。
父・直孝とその世子である直滋（直孝の長男）はたびたび確執を起こすほど仲が悪く、万治元年（1658年）に直滋が廃嫡され、次に世子となった直縄（直孝の四男）も同年に急死した。そのため万治2年（1659年）、五男である直澄が世子となり、父の死去によりその跡を継いで近江彦根藩主となった。
寛文8年（1668年）11月19日、江戸幕府大老に就任した。ただし、直澄を大老とするかどうかは諸説ある（大政参与の項参照）。
延宝4年（1676年）1月3日、死去した。享年52。「子供が生まれても跡継ぎにしてはならない」との父の遺言を守り、正室を娶らず、兄・直縄の子で甥にあたる直興を養子として家督を継がせた。側室との間に子供はいたが、家臣の分家に入って中野宣明と名乗った。

## 人物
- 穏やかながら機知に富んだ性格であった。ある日、徳川光圀の伴として徳川家綱の茶会に出席したことがあったが、家綱は茶を点てるのに不慣れで、一人では飲みきれない量を光圀に出してしまった。光圀も将軍じきじきに出された茶を残すわけにいかず、困り果てた。そこで直澄が進み出て光圀に「上様がお点てになったお茶など頂戴する機会はなかなかございません。もしお飲み残しでしたら是非拙者にも賜れないでしょうか」と申し出たため、家綱も「余ればそのまま直澄へ」と言ってその場が収まったという。
- 江戸で浪人が大名屋敷の門前で「切腹するから介錯しろ」と脅して金をねだる事例が多発したことがあり、井伊家の門前にもやってきたが、直澄は平然と「したいと言うのなら切腹すれば良い」と答え、奥に招き入れ、食事をさせた後に切腹させた。これにより切腹騒動は鎮静化したという。なお、このエピソードを元として、滝口康彦は短編小説「異聞浪人記」を書き、それを原作として『切腹』と『一命』という2本の映画が作られている。
- 戦乱で灰燼に帰していた青岸寺（滋賀県米原市）を慶安3年（1650年）再興している。また父・直孝に恩義を感じ、供養のため高さ8mほどの石造七重層塔を琵琶湖の多景島に建てている。
- 大老在任中に、江戸の市中を騒がせた浄瑠璃坂の仇討が起きている。仇討を果たした一党は自害せずに、幕府に出頭して裁きを委ねて来た。これは徒党を組んでの仇討であり、厳罰必至の裁定が下るところでありながら、大老であった直澄が死一等を免じて遠島流罪とした。さらに数年後には恩赦を与えて、仇討の面々を彦根家中に召し抱えた。この事件は赤穂事件と似た点が多々あり、赤穂浪士たちが事前に参考にしたとされる。
- 俳人の森川許六は直澄の家臣であった。

## 系譜
- 父：井伊直孝
- 母：春光院 石居氏
- 養父：井伊直惟
- 正室：井伊直存の娘
- 室：角氏
  - 男子：中野宣明
- 生母不詳
  - 男子：武藤本平